# Fazu Alijewa
Fazu Alijewa (ros. Фазу Алиева, ur. 5 grudnia 1932, zm. 1 stycznia 2016 w Machaczkale) – dagestańska pisarka narodowości awarskiej, uznana za ludową poetkę Dagestanu (1969). Tworzyła w języku awarskim oraz rosyjskim.

## Życiorys
Studiowała w Dagestańskim Żeńskim Instytucie Pedagogicznym, w 1962 ukończyła Moskiewski Instytut Literacki im. Gorkiego i została redaktorem dagestańskiego wydawnictwa literatury naukowo-pedagogicznej. W twórczości Alijewej znajdowało się odzwierciedlenie życia i problemów przeciętnych mieszkańców Dagestanu lat 60.-80. XX w., głównie kobiet. W kontekście bogatych tradycji ludów dagestańskich, czego wyrazem były m.in. częste nawiązania do legend, opowieści i ludowych mądrości, pojawiały się opisy przemian w dotychczasowej, patriarchalnej obyczajowości Dagestańczyków.
W Polsce ukazały się przekłady opowiadań Alijewej, w tomach zatytułowanych Sto pięćdziesiąt warkoczyków panny młodej, Warszawa 1979 oraz Kosz dojrzałych wiśni w przekładzie Grażyny Strumiłło-Miłosz, Warszawa 1979.
Została odznaczona Orderem Świętego Andrzeja (2002), Orderem „Za zasługi dla Ojczyzny” III klasy (16 lipca 2015) i IV klasy (1998), dwoma Orderami „Znak Honoru” i Orderem Przyjaźni Narodów.